# 大井麻利衣
大井 麻利衣（おおい まりえ、7月23日 - ）は、日本の女性声優。東京都出身。81プロデュース所属。

## 略歴
国立音楽大学附属小学校出身で、ピアノと声楽を習っており、子供コーラスでオーケストラに出場した経験を持つ。その時はピアノメインの楽曲が多かったが、吹奏楽をしていた時はオーケストラ編成の華やかな曲が好きだった。中学時代は少しオーボエを習い、その後中学、高校時代は合唱部に所属していた。2020年時点で印象に残っているのは、高校時代に友人の母が死去した時に友人が弾いたショパンの『別れの曲』が忘れられないという。もしそのまま音楽大学に通っていたら、作曲をしていたと語る。
大学は薬学部で、研究室にこもり実験をしたりしていたという。
メディアフォース養成所第1期卒業生。

## 人物
趣味・特技はゲーム、音楽鑑賞、声楽。資格は薬剤師免許。

## 出演
太字はメインキャラクター。

### テレビアニメ
2012年
- しろくまカフェ（店員）

2014年
- 月刊少女野崎くん（女子生徒）
- PSYCHO-PASS サイコパス 2（アナウンス、人質、會川椿、母親、大浦）
- フランチェスカ（とうきび売りのオバさん、巫女、ナンマラシバレルネェ王国王妃）

2015年
- 境界のRINNE（女子C、女子E、女性霊A）
- 名探偵コナン（2015年 - 2017年、佐伯弘子、女性乗客）

2016年
- 銀河機攻隊 マジェスティックプリンス（女性アナウンサー）
- 12歳。（保健の先生）
- ヘヴィーオブジェクト（女）
- マギ シンドバッドの冒険（村の女B）

2017年
- Spiritpact
- エルドライブ【ēlDLIVE】（キャスター、先生、おばあちゃん、松太郎、メルプル星人 他）
- 霊剣山 叡智への資格（村の女、小虎の少年時代、給仕、村人）
- リトルウィッチアカデミア（おばさん、バーナデッド）
- 恋愛暴君（青司の祖母）
- トミカハイパーレスキュー ドライブヘッド 機動救急警察（ケンイチ、本田見和子、スタッフ）
- 100%パスカル先生（男子、回転寿司パスカル、コンビニ店員、カレーパスカル（辛口）、クールパスカルBOY / クールパスカルヤング 他）
- バチカン奇跡調査官（シスター・ドロティア）
- かみさまみならい ヒミツのここたま（先生）
- 賭ケグルイ（老人B）
- URAHARA（アナウンサー）
- Fate/Grand Order -MOONLIGHT/LOSTROOM-（アナウンス）

2018年
- 剣王朝（女給、姹紫、蜘蛛女）
- 覇穹 封神演義（村の人々）
- ダーリン・イン・ザ・フランキス（オペレーター、コドモB〈女〉、アナウンス、オペレーターB、職員B2〈女性〉 他）
- 働くお兄さん!（ヒヨコ、シャム猫）
- ポプテピピック（2018年 - 2019年、通行人、歯科助手） - 1シリーズ + 特別編
- 一人之下 羅天大醮篇（賈正亮の母）
- イナズマイレブン アレスの天秤（2018年 - 2019年、取り巻き女子、ナターシャ） - 2シリーズ
- 蒼天の拳 REGENESIS（母、町の人、孤児6、孤児7） - 2シリーズ
- メジャーセカンド（ガッツ捕手）
- レイトン ミステリー探偵社 〜カトリーのナゾトキファイル〜（研究者の妻B）
- 中間管理録トネガワ（中年女）
- 音楽少女（おかあ弁当のおばちゃん、学童職員）
- BAKUMATSU（村娘）

2019年
- 3D彼女 リアルガール（綾戸の母）
- キラキラハッピー★ ひらけ!ここたま（いくお）
- 炎炎ノ消防隊（おばさん）
- 博多明太!ぴりからこちゃん（小春おばあちゃん）
- グランベルム（先生）

2021年
- 異世界魔王と召喚少女の奴隷魔術Ω（若い母親、女、カラス女、信者）
- 妖怪ウォッチ♪（2021年 - 2022年、女子高生、ミユの母）
- 不滅のあなたへ（トナリの母）
- 死神坊ちゃんと黒メイド（ベテランメイドC）
- MUTEKING THE Dancing HERO（丘の女）

2022年
- 東京24区（白樺美野里、乗客、お姉さん）
- 薔薇王の葬列（従者）
- 王様ランキング（2022年 - 2023年、町人、母親、世話係） - 2シリーズ
- SPY×FAMILY（2022年 - 2023年、カレン、母親、イーデン校教師、ケーシー、グラム・グレッチャー 他） - 3シリーズ
- サマータイムレンダ（マチコ）
- 組長娘と世話係
- キングダム（宮女）
- メガトン級ムサシ（オペレーター）
- 農民関連のスキルばっか上げてたら何故か強くなった。（村の女）
- 後宮の烏（侍女）
- うたわれるもの 二人の白皇（民）

2023年
- アルスの巨獣（女官）
- Buddy Daddies（ニュースキャスター）
- ヴィンランド・サガ（子供、ヒャルティ、農民、ユルヴァの子供）
- ニンジャラ（女子）
- UniteUp!（生徒）
- 異世界はスマートフォンとともに。2（ラナ）
- デッドマウント・デスプレイ（婦人）
- 【推しの子】（2023年 - 2024年、あかねの母） - 2シリーズ
- るろうに剣心 -明治剣客浪漫譚- (2023)（野次馬）
- 百姓貴族（荒川家次女、農家B、放送音声）
- AYAKA -あやか-（火のアラミタマ、職員C、おばあさん）
- Lv1魔王とワンルーム勇者（TVアナウンサー、ニュースキャスター）
- 葬送のフリーレン（パン屋店主、店主）
- アイドルマスター ミリオンライブ！（未来 母）
- ポーション頼みで生き延びます!（長瀬母）
- 鴨乃橋ロンの禁断推理（幸子、従業員）
- 薬屋のひとりごと（2023年 - 2025年、妓女、妻） - 2シリーズ

2024年
- 異世界でもふもふなでなでするためにがんばってます。（オリヴィエ）
- 佐々木とピーちゃん（店員）
- シャングリラ・フロンティア（天ぷら騎士団B）
- 月刊モー想科学（ファン、女性）
- ラグナクリムゾン（クリストファーの母）
- ヴァンパイア男子寮（女性客A）
- アストロノオト（女子）
- ただいま、おかえり（女性）
- 烏は主を選ばない（本邸の姫君、双葉）
- 夜桜さんちの大作戦（アナウンス、タピオカ屋店員）
- 俺は全てを【パリイ】する 〜逆勘違いの世界最強は冒険者になりたい〜（ステラ）
- 菜なれ花なれ（司会）
- しかのこのこのここしたんたん（ヤンキー女子B、先輩シカC、ギャル女子B、華道部）
- 負けヒロインが多すぎる!（用務員）
- デリコズ・ナーサリー（住民、婦人）
- 結婚するって、本当ですか
- メカウデ（女子生徒A、アキ母）
- さようなら竜生、こんにちは人生（白い肌のエルフ）
- ブルーロック VS. U-20 JAPAN（女性VIP客、インタビュアー）
- トリリオンゲーム（女性タレント）

2025年
- 沖縄で好きになった子が方言すぎてツラすぎる（クラスメイト女子、子供、親戚、クラスメイト）
- ギルドの受付嬢ですが、残業は嫌なのでボスをソロ討伐しようと思います（冒険者）
- 勘違いの工房主〜英雄パーティの元雑用係が、実は戦闘以外がSSSランクだったというよくある話〜（先輩、料理大会審査員B）
- ロックは淑女の嗜みでして（女生徒、中等部女生徒、太田〈クラリネット〉、客、女客 他）
- 鬼人幻燈抄（店の者）
- Summer Pockets
- 中禅寺先生物怪講義録 先生が謎を解いてしまうから。（栞奈の母）
- 日々は過ぎれど飯うまし（なな母）
- ばっどがーる（女子高校生、教師、母親）
- ニャイト・オブ・ザ・リビングキャット（女性店員）
- その着せ替え人形は恋をする Season 2（クラスメイト）
- プリンセッション・オーケストラ（体育教師）

### 劇場アニメ
2010年代
- ベルセルク 黄金時代篇II・III（2012年 - 2013年、子供） - 2作品
- なぜ生きる 蓮如上人と吉崎炎上（2016年、助六〈子供時代〉）
- 魔法少女リリカルなのは Reflection / Detonation（2017年 - 2018年、ジョディ・バンニグス、職員） - 2部作
- 映画 ドライブヘッド〜トミカハイパーレスキュー 機動救急警察〜（2018年、本田先生）
- 劇場版シティーハンター 〈新宿プライベート・アイズ〉（2019年、モデルC）
- PSYCHO-PASS サイコパス Sinners of the System Case.3 恩讐の彼方に＿＿（市場の店主）
- バースデー・ワンダーランド（2019年、乳母）
- 海獣の子供（2019年、冬子）

2020年代
- 劇場総集編 SSSS.GRIDMAN（2023年）
- 青春ブタ野郎はおでかけシスターの夢を見ない（2023年、事務員）
- 劇場版 SPY×FAMILY CODE: White（2023年、給仕）

### OVA
- 12歳。（2014年、女子2） - 『ちゃお』2014年12月号付録

### Webアニメ
- DEVILMAN crybaby（2018年、ママ友A）
- トミカハイパーレスキュー ドライブヘッド 機動救急警察 2018（2018年、本田先生）
- ロマンティック・キラー（2022年、司のお母さん）
- GAMERA -Rebirth-（2023年、ノーラ・メルキオリ）
- じゃんたま カン!!（2024年、店員）
- 幼なじみのカルボウ（2024年、インタビュアー[36]）
- Duel Masters LOST 〜月下の死神〜（2024年、ニイカの母[23]）
- BULLET/BULLET（2025年、サイレントキラー・リサ[32]）

### ゲーム
2011年
- DUNAMIS15

2012年
- Rewrite（スクモン少年、須々木、西成 他）

2015年
- 俺タワー -Over Legend Endless Tower-（ロードスタビライザー4W、土質改良機、ハンディトリマ、アナログ振動計）
- 大正×対称アリス
- 戦国アスカZERO（大岡越前）
- ポポロクロイス牧場物語（町の住人）

2016年
- クイズRPG 魔法使いと黒猫のウィズ（2016年 - 2023年、トリエテリス、サフィナ・ファウト、ミーテ・マレア、イファー）

2017年
- 武器よさらば（サエコ、アヤ、リョーコ）

2018年
- サガ スカーレット グレイス　緋色の野望（ネッサ、ネエ 他）

2020年
- ラストオリジン（ポップヘッド）
- 戦国RENKA ズーム!（斎藤道三）
- The Last of Us Part II
- Root Film ルートフィルム（初瀬加奈）

2021年
- ラチェット&クランク パラレル・トラブル（ミセスズーコン）

2022年
- プロジェクトセカイ カラフルステージ! feat. 初音ミク（古瀧凪）
- eBASEBALLパワフルプロ野球2022（轟ハルカ）
- コードギアス 反逆のルルーシュ ロストストーリーズ（2022年 - 2023年、サラ、ベニオの母 他）

2023年
- イースX -NORDICS-（フレダ）

2024年
- ファイナルファンタジーVII リバース
- ユニコーンオーバーロード（傭兵（タイプA）/ NPC）
- Library of Ruina（モー）
- 聖剣伝説 VISIONS of MANA
- レスレリアーナのアトリエ 〜忘れられた錬金術と極夜の解放者〜（ちむ）

### ドラマCD
- フランチェスカ[46]（2015年）

### BLCD
- できちゃった男子ハーレム編（2012年、えりなの母）
- 優男とサディスティック（2016年、女子高校生）
- STAR☆Knight－スタア☆ナイト－（2016年、衣装さん）
- ギヴン－given－
  - ギヴン－given－2（2017年、鹿島柊〈子供時代〉）
  - ギヴン－given－3（2018年、鹿島柊〈子供時代〉）
  - ギヴン－given－4（2018年、アヤ、教師）
- 錆びた夜でも恋は囁く（2017年、おばちゃん）
- クラックスター（2017年、山口）
- Flaver -フレイバー-（2017年、下條の母）
- 目を閉じても光は見えるよ（2018年、堂本マリ子）

### ラジオドラマ
- インドがびあるストーリー（魔女、コーチ[47]）

### オーディオドラマ
- 聴くジャン! バイバイ人類（真山の母[48]）

### 吹き替え

#### 映画
- アポカリプス・トゥモロー（ジェニファー）
- アンシンカブル 襲来（ユリア）
- ウソツキは結婚のはじまり（ジョアンナ〈ミンカ・ケリー〉）
- エール!（マシルド〈ロクサーヌ・デュラン〉）
- エアフォースワン・ダウン（アリソン・マイルズ〈キャサリン・マクナマラ〉）
- 女戦士クトゥルン モンゴル帝国の美しき末裔（クトゥルン〈ツェドー・ムンフバット〉）
- オンネリとアンネリのふゆ（アデレ）
- ガーディアンズ・オブ・ギャラクシー:リミックス（ジニア[49]）
- ガーディアンズ・オブ・ギャラクシー:VOLUME 3（メインフレーム〈タラ・ストロング〉[50]）
- 蛾人間モスマン（ミンディ〈スージー・アブロマイト〉）
- カリフォルニア・ダウン（ナタリー）
- ギミー・シェルター（アレックス、ニッキー）
- グランドピアノ〜狙われた黒鍵〜（助手女）
- クリーチャーズ 異次元からの侵略者（シェリー）
- クリッシュ（ヴィッキー）
- クリムト エゴン・シーレとウィーン黄金時代（リリー・コール）
- ザ・スイッチ（サシー）
- スカイライン -奪還-（カンニャ〈パメリン・チー〉）
- ステップ・アップ5:アルティメット（セレスティーナ）
- スペシャル・フォース（エイブリー）
- 聖杯たちの騎士（イザベル〈イザベル・ルーカス〉）
- タクシー運転手 約束は海を越えて（ウンジョン）
- チーターズ（カサンドラ・スティーブンス 他）
- チューリップ・フィーバー 肖像画に秘めた愛（アナジェ、子供ソフィア）
- 沈黙の達人（イン・イン〈カート・インカラット〉）
- パーフェクト・ワールド 世界の謎を解け（ローザ）
- バレット&チェイス（レアラ）
- 108時間（マーリーン）
- ファイトクラブ・レディズ（ケイト〈コートニー・パーム〉）
- フリーキー・フライデー（モニカ）
- フレンチ・ラン
- ベイビールビー（ジョー〈ノエミ・メルラン〉[51]）
- ボーグマン（レベッカ）
- マイ・スパイ（ケイト〈パリサ・フィッツ＝ヘンリー〉）
- 密偵（ヨン・ゲスン〈ハン・ジミン〉）
- ミッドナイト・アフター（ラヴィーナ）
- ムカデ人間2（ヴァレリー）
- ライアーズ・ゲーム（ブレンダ）
- ライフ・アフター・ベス（エリカ・ウェクスラー〈アナ・ケンドリック〉）
- レジェンド・オブ・ホワイトウィッチ（リェン・ニーシャン〈クリスタル・ホアン〉）
- ロンドン・ブルバード -LAST BODYGUARD-（ブライオニー〈アンナ・フリエル〉）

#### ドラマ
- アメリカン・ホラー・ストーリー シーズン6（フローラ）
- ARROW/アロー シーズン7 - 8（ミア・スモーク〈キャサリン・マクナマラ〉）
- 美男ですね
- 凍てつく楽園 シーズン4 - 7（ヴェラ・フェールド）
- エレメンタリー5 ホームズ&ワトソン in NY（プリーダ）
- オレンジ・イズ・ニュー・ブラック（ジルコニア 他）
- ガール・ミーツ・ワールド（イザベラ）
- キラー・マイクのきわどいニュース（クリスティーナ、女性司会者2）
- グレイスランド 西海岸潜入捜査ファイル2（ラモーナ）
- コード・ブラック 生と死の間で（ヘザー・ピンクニー）
- 荒野のピンカートン探偵社（アナリー・ウェッブ）
- 項羽と劉邦 King's War（曹氏〈ユー・ミンジャー〉、緑衣〈リー・フェァ〉）
- 最高の愛〜恋はドゥグンドゥグン〜（カン・セリ〈ユ・インナ〉）
- シー・ハルク:ザ・アトーニー（ルル）
- シカゴ・メッド（エイミー）
- シェフのテーブル シーズン4（母親）
- 新米刑事モース オックスフォード事件簿 Case11（ヴェリティ・リチャードソン）
- 推奴（若女将）
- スーパーナチュラル シーズン10 - 12（タマラ、デボラ、ミラベル）
- スクリーム シーズン1（ライリー〈ブリアンヌ・チュー〉）
- ターン・アップ・チャーリー 〜人生アゲていこう!〜（ガブリエル〈フランキー・ハーヴィー〉)
- チューインガム シーズン1、2（クリスティ）
- ツイン・ピークス#ツイン・ピークス The Return（サニー・ジム・ジョーンズ）
- ティーン・スパイ K.C.（キテン、シェイファー）
- トッケビ〜君がくれた愛しい日々〜（ソニ〈ユ・インナ〉）
- トリック 難事件はオレにお任せ（タリス）
- ハウス・オブ・カード　野望の階段 シーズン6（リン、クレア幼少期、クレア20代）
- パーソン・オブ・インタレスト シーズン5（キャロル）
- HAWAII FIVE-0 シーズン6 #9
- POWER シーズン1〜6（アンジェラ・ヴァルデス〈リーラ・ローレン〉）
- ピノキオ（ハミョン少年、イム・ジェファン）
- ブラックライトニング（シオナイド）
- BULL / ブル 法廷を操る男（エリカ・バンソン）
- ブロードチャーチ〜殺意の町〜（トム・ミラー〈アダム・ウィルソン〉）※DVD版
- フロム・ダスク・ティル・ドーン2（アリス）
- BONES -骨は語る- シーズン11（ブレイク・マスターズ）
- マーベル インヒューマンズ（ルイーズ〈エレン・ウォグロム〉）
- 真心が届く（オ・ユンソ〈ユ・インナ〉[52]）
- Mr.イグレシアス（アビー〈マギー・ゲバ〉）
- まほうのレシピ シーズン2（ジル[53]）
- MR. ROBOT/ミスター・ロボット（ドミニク・ディピエッロ〈グレイス・ガマー〉）
- モダン・ラブ〜今日もNYの街角で〜（エマ）
- Life 真実へのパズル シーズン2（エリン・コーデット）
- リーガル・マインド（レイシー）
- リゾーリ&アイルズ7 ザ・ファイナル（クレア）
- LUCIFER/ルシファー シーズン1 - 3（デリラ、エイミー、レメディ 他）
- レイブンのウチはチョー大変!（ダイアン）
- ロイヤルファミリー（パク・ミンギョン）
- ロストボーイ シーズン1、2（ニコール）
- ワンダーラスト: 幸せになるためのセラピー（ローラ）

#### アニメ
- アルティメット・スパイダーマン ウェブ・ウォーリアーズ（羽根つき帽の女性 他）
- 絵文字の国のジーン（スパム[54]）
- ガーフィールド・ショー シーズン4（リズ）
- きかんしゃトーマス（ジュディ、貨車達）
  - きかんしゃトーマス トーマスのはじめて物語〜The Adventure Begins〜（ジュディ、いたずら貨車）
  - きかんしゃトーマス とびだせ!友情の大冒険（レキシー）※予告編およびCS放送、配信版
- キポとワンダービーストの冒険（サルトーリ、ロレッタ、段ボール 他）
- 出張ヒーローZERO（ユミ）
- ソニックトゥーン（パーシー、ゾーイ 他）
- ちいさなプリンセス ソフィア（テンペスト）
- てのひらヒーロー アトミック・パペット
- 天官賜福 貮（案内人の女）
- 電脳ムシオヤジ（メーガン、ミラ・フェイ 他）
- ドックのおもちゃびょういん（ウィロー）
- トムとジェリー ショー（公爵夫人、フィーフィー、エドナ、子ネズミ、料理番女性、ルパート 他）
- トムとジェリー 夢のチョコレート工場（チャーリーの母親、ウィンクルマン 他）
- バービー ドリームピア（サファイア）
- ぼくらのスーパーヒーロー・パンツマン（エリカ）
- マーベル ライジング:プレイ・ウィズ・ファイア（ガブリエラ）
- ユーフーしゅつどう!（ルナ）
- ライム・タイム・タウン（月まで飛んでく牛）
- レギュラーSHOW〜コリない2人〜（ヒラリー）
- ワクフ（ナウセア）

### ラジオ
- トークひぽぽたます（アシスタントパーソナリティ）

### ボイスオーバー
- ナショナルジオグラフィックチャンネル
- あさイチ
- NHKスペシャル 人体 脳
- 探検バクモンSP シンガポール編
- 大越健介　激動の世界をゆく
- ドキュメンタリーWAVE”絶望ラジオ”の若者たち〜韓国・悪化する労働事情〜
- ドキュメンタリーWAVE　食料廃棄物をゼロにせよ〜フランス新法の衝撃〜
- スマホを捨てよ 野へ出よう（アグネス・ネアン〈ボイスオーバー〉）
- 世界ふれあい街歩き
  - オークランド（イザベラ〈ボイスオーバー〉）
  - ヨーク（リディア〈ボイスオーバー〉）
- スーパープレミアム 古代エジプト 3人の女王のミステリー
- 中国王朝よみがえる伝説〜乾隆帝と謎の美女香妃〜
- 地球絶景紀行
- 大森南朋 奇跡の楽園
- にっぽん!歴史鑑定
- 松井秀喜再始動〜ニューヨーク完全密着300日
- 立入禁止の向こう側
- 30XX年まで生き残れ!衝撃!世界の健康法SP
- 日立 世界・ふしぎ発見!

### DVD
- 少女革命ウテナ DVD 上巻（2008年、女子生徒）

### CM
- Galleria
- WEB CM 小林製薬 ブレスパルファム

### 朗読劇
- 81プロデュース・日本工学院・豊島区　産学官連携企画 朗読劇「天上の虹」万葉集編（2025年9月28日、あうるすぽっと） - 志斐 役[55]

### シリーズ一覧
1. ↑  第1シリーズ（2018年）、テレビスペシャル（2019年4月1日）
2. ↑  『アレスの天秤』（2018年）、続編『オリオンの刻印』（2018年 - 2019年）
3. ↑  第1期（2018年）、第2期（2018年）
4. ↑  第1作（2022年）、第2作『勇気の宝箱』（2023年）
5. ↑  Season 1:第1クール（2022年）、Season 1:第2クール（2022年）、Season 2（2023年）
6. ↑  第1期（2023年）、第2期（2024年）
7. ↑  第1期（2023年）、第2期（2025年）